# Omega Piscium
Omega Piscium (Vernalis, 28 Piscium) é uma estrela na direção da constelação de Pisces. Possui uma ascensão reta de 23h 59m 18.60s e uma declinação de +06° 51′ 48.9″. Sua magnitude aparente é igual a 4.03. Considerando sua distância de 106 anos-luz em relação à Terra, sua magnitude absoluta é igual a 1.47. Pertence à classe espectral F4IV.